# ルートヴィヒ・コッホ (画家)
ルートヴィヒ・コッホ（Ludwig Koch、1866年12月13日 - 1934年11月26日）はオーストリアの画家イラストレータである。

## 略歴
ウィーンで生まれた。1883年から1891年の間、ウィーン美術アカデミーで、ジークムント・ラレマント(Siegmund L'Allemand:1840-1910)やアウグスト・アイゼンメンゲル(1830-1907)に学んだ。歴史画を描き、戦争の場面を得意とし、1889年にアカデミーの定期展覧会で、三十年戦争のパッペンハイム将軍を描いた作品で賞を得た。1891年には七年戦争のコリンの戦いの竜騎兵部隊を描いた作品を製作した。
ウィーンの歴史のある乗馬学校「スペイン乗馬学校」(1571年創設)のゲストとして、長く学校で馬術の授業を写生して、馬を描いた絵画には定評があった。 『乗馬の美術』(Die Reitkunst im Bilde)という著書がある。
オーストリア陸軍の征服姿の将校の姿を描いた絵葉書も出版された。第一次世界大戦が始まると、1915年に従軍画家に任命されたが、体調が悪く長く戦場にいられず、後方で戦争協力のための絵画や絵葉書の原画を描いた。

## 作品

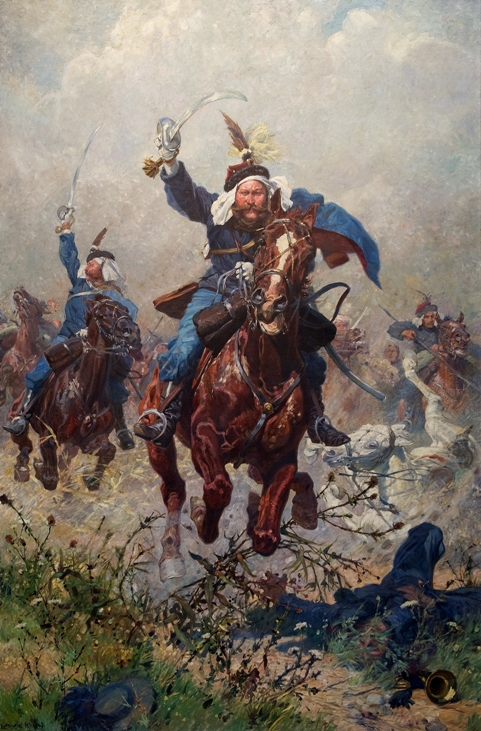
第三次イタリア独立戦争のクストーツァの戦い
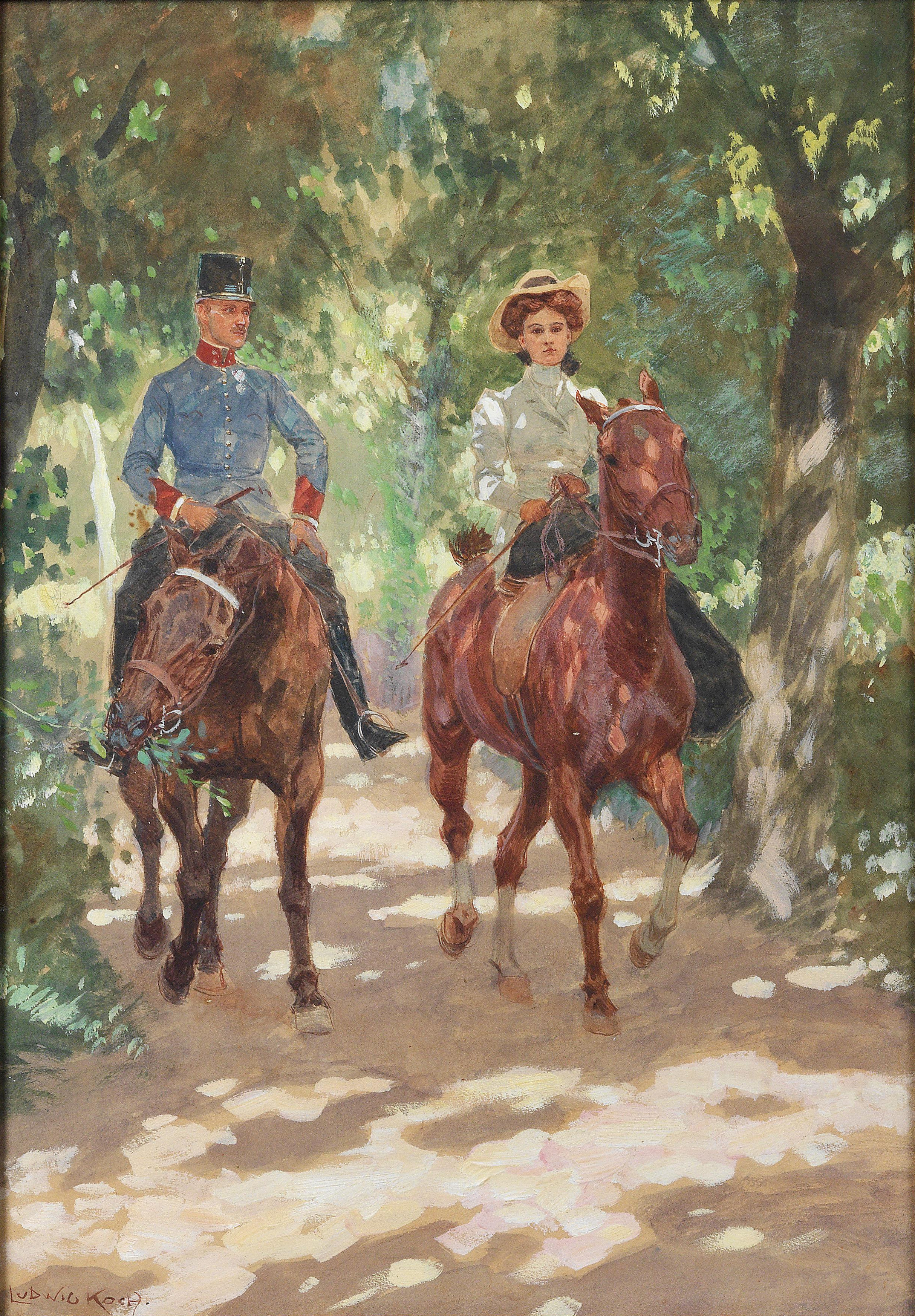
ウィーンの公園の騎馬女性
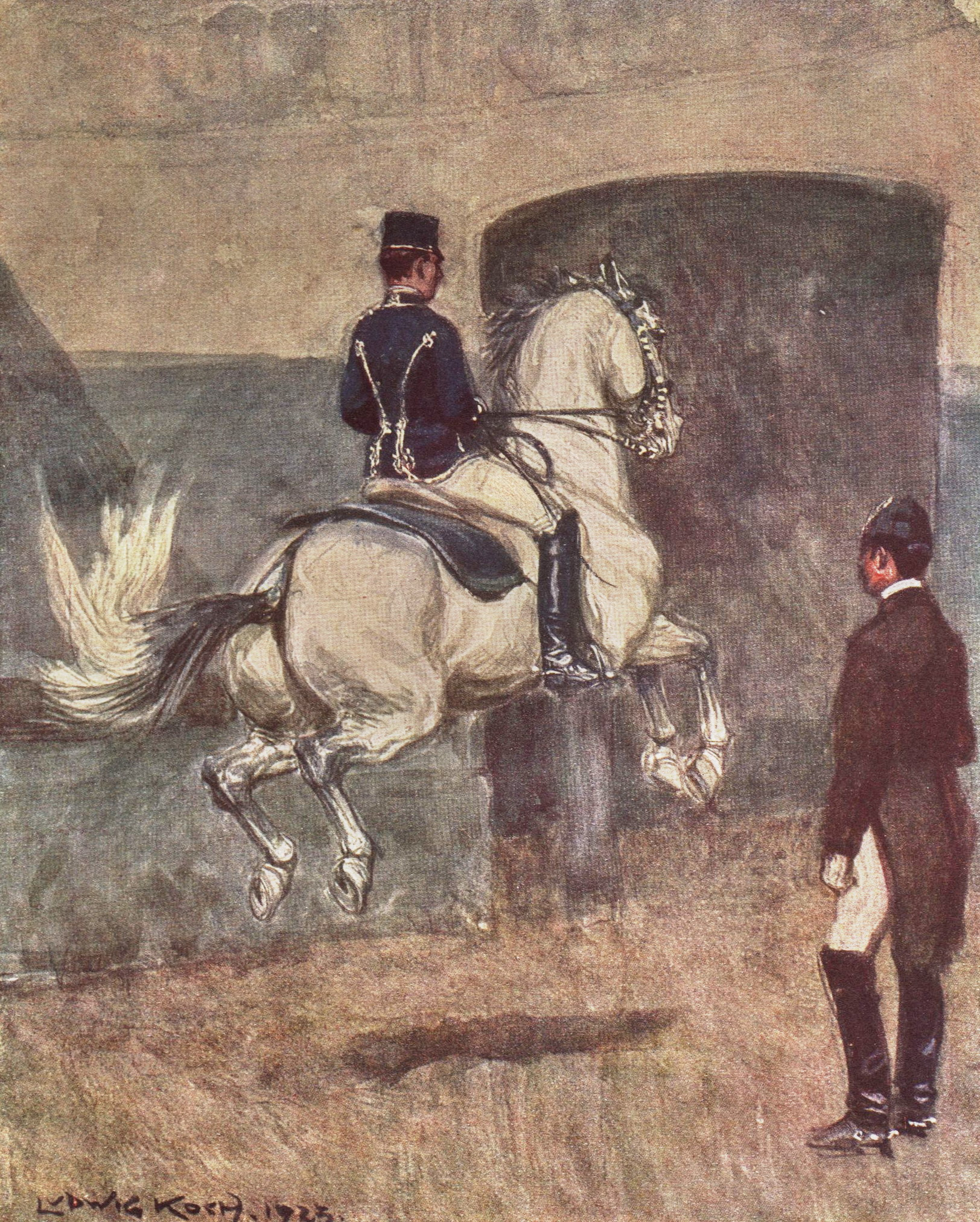
馬術の演目「 Ballotade」
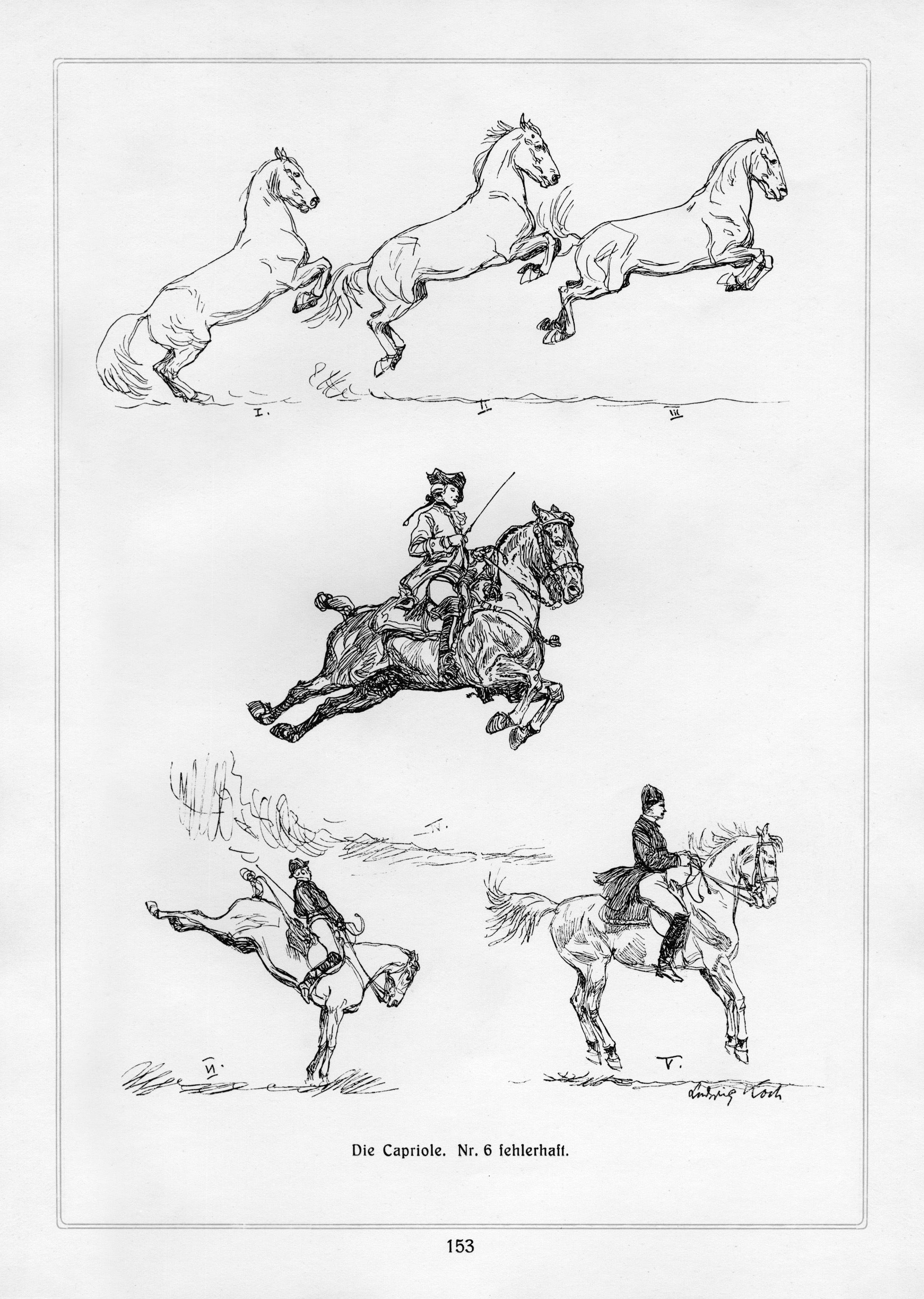
馬術の演目をする馬のスケッチ